# Boudewijn II van Constantinopel
Boudewijn II van Namen (1217 – oktober 1273) of Boudewijn II van Courtenay of Boudewijn II van Constantinopel was een zoon van Peter II van Courtenay, keizer van Byzantium, en Yolande van Henegouwen. Hij was gehuwd met Maria van Brienne, de dochter van Jan van Brienne, en werd de vader van Filips I van Courtenay, titelvoerend keizer van Constantinopel.

## Levensloop
Bij het overlijden van zijn broer, Robert van Courtenay, als keizer van Byzantium, werd de kroon aan graaf Hendrik II van Namen aangeboden, maar deze weigerde en zo kwam de jongste broer Boudewijn op de troon. In 1237 werd hij ook markgraaf van Namen, nadat hij zijn zuster Margaretha van Namen van de troon verdreven had. Spoedig na zijn aantreden, diende hij naar het Oosten te vertrekken, maar kwam eerst langs Parijs waar hij zijn markgraafschap verpandde aan Lodewijk IX van Frankrijk, in ruil voor een som geld. In 1248 vernam hij in Constantinopel dat Jan van Avesnes, de graaf van Henegouwen, zich Namen had toegeëigend, op basis van een verklaring van Duits koning Willem. Volgens deze redenering was Namen bezit van Henegouwen en kwam het markgraafschap terug toe aan Henegouwen, vermits Boudewijn niet de eer van trouw aan Henegouwen gezworen had. Boudewijn stuurde er zijn echtgenote op af en deze verwierf eerst de steun van paus Innocentius IV en haar tante, Blanca van Castilië, de koningin van Frankrijk. Toen Maria in Namen aankwam, was de dreiging van Jan van Avesnes verdwenen. Na de dood van Blanca in 1251, hernieuwde Jan van Avesnes echter zijn aanspraken op Namen. In 1256 deed ten slotte Lodewijk IX van Frankrijk een uitspraak, waarbij hij de stad Namen toewees aan Boudewijn en zijn echtgenote. Vervolgens maakte de keizerin-markgravin zich ongeliefd door het opleggen van hoge taksen aan de bevolking. Het ging zo ver dat de baljuw gedood werd. Toen na onderzoek bleek dat deze moord gepleegd was door de vooraanstaanden van de stad, zochten dezen toenadering tot Hendrik V van Luxemburg en boden hem de gravenkroon van Namen aan. Hendrik maakte zich aldus geruisloos meester van Namen in 1256. Maria van Brienne kon alleen nog vluchten. In 1258 zond de gravin van Vlaanderen troepen ter bescherming van Namen, maar de stad moest zich in 1259 toch overgeven aan Hendrik (Hendrik V in Luxemburg; Hendrik III in Namen), die de volgende jaren het markgraafschap geleidelijk volledig innam. Ten slotte verkocht Maria van Brienne in 1263 al haar rechten op Namen aan Gwijde van Dampierre.

## Keizer van Constantinopel
Als 11-jarige jongen besteeg Boudewijn II de troon van Constantinopel in 1228 en ondervond al gauw dat zijn rijk in financiële problemen zat. Het gebied waarover Boudewijn regeerde was enkel de stad Constantinopel zelf. Hij ging in 1236 naar West-Europa om financiële steun te verkrijgen in Frankrijk, Rome en Vlaanderen om een leger op de been te brengen om zijn rijk te beschermen en uit te breiden.
In 1237 verpandde Boudewijn de Doornenkroon aan een Venetiaanse koopman voor 13.134 goudstukken. Zijn zoektocht naar versterking verliep daarna voorspoedig waarna hij in 1240 terugkeerde naar Constantinopel met een aanzienlijk leger. Door omstandigheden lukte het echter niet om wat te bereiken met dit leger en in 1245 keerde Boudewijn weer terug naar West-Europa voor nieuwe versterkingen. Hij belandde in Italië en vervolgens in Frankrijk, hij bleef twee jaar weg en het regentschap werd waargenomen door zijn vrouw Maria en Filip van Toucy. Hij bereikte bij koning Lodewijk IX van Frankrijk dat deze een aantal relieken van hem kocht voor veel geld. In 1249 vergezelde hij Lodewijk IX naar Damietta.
Zijn financiële situatie werd zo nijpend dat hij in 1248 zijn zoon Filips in pand gaf aan de Venetiaanse firma Cà Ferro om nog een lening te kunnen afsluiten. Hij werd meegenomen naar de dogestad maar werd uiteindelijk vrijgekocht dankzij Alfons X van Castilië.
Door een blunder bij het bewaken van de stad, slaagden de Byzantijnen van het keizerrijk Nicea onder leiding van Alexios Strategopoulos erin bij nacht op 24 juli 1261 Constantinopel voorgoed op het Latijnse Keizerrijk te heroveren. Boudewijn II vluchtte hierop naar het Griekse eiland Euboea terwijl Michaël VIII van de Paleologen de nieuwe keizer van het Byzantijnse Rijk werd.

## Voorouders
| Voorouders van Boudewijn II van Namen | Voorouders van Boudewijn II van Namen                                           | Voorouders van Boudewijn II van Namen                                           | Voorouders van Boudewijn II van Namen                                         | Voorouders van Boudewijn II van Namen                                         | Voorouders van Boudewijn II van Namen                                         | Voorouders van Boudewijn II van Namen                                         | Voorouders van Boudewijn II van Namen                                         | Voorouders van Boudewijn II van Namen                                         |
| ------------------------------------- | ------------------------------------------------------------------------------- | ------------------------------------------------------------------------------- | ----------------------------------------------------------------------------- | ----------------------------------------------------------------------------- | ----------------------------------------------------------------------------- | ----------------------------------------------------------------------------- | ----------------------------------------------------------------------------- | ----------------------------------------------------------------------------- |
| Overgrootouders                       | Lodewijk VI van Frankrijk (1081-1137) ∞ 1115 Adelheid van Maurienne (1092-1154) | Lodewijk VI van Frankrijk (1081-1137) ∞ 1115 Adelheid van Maurienne (1092-1154) | Reinout van Courtenay (1110-1161) ∞ Helena van Donjon (-)                     | Reinout van Courtenay (1110-1161) ∞ Helena van Donjon (-)                     | Boudewijn IV van Henegouwen (1110-1171) ∞ 1127 Aleidis van Namen (1110-1169)  | Boudewijn IV van Henegouwen (1110-1171) ∞ 1127 Aleidis van Namen (1110-1169)  | Diederik van de Elzas (1100-1168) ∞ 1139 Sybille van Anjou (1116-1165)        | Diederik van de Elzas (1100-1168) ∞ 1139 Sybille van Anjou (1116-1165)        |
| Grootouders                           | Peter I van Courtenay (1126-1183) ∞ 1150 Elisabeth van Courtenay (1127-1205)    | Peter I van Courtenay (1126-1183) ∞ 1150 Elisabeth van Courtenay (1127-1205)    | Peter I van Courtenay (1126-1183) ∞ 1150 Elisabeth van Courtenay (1127-1205)  | Peter I van Courtenay (1126-1183) ∞ 1150 Elisabeth van Courtenay (1127-1205)  | Boudewijn de Moedige (1150-1195)) ∞ 1139 Margaretha van de Elzas (1145-1194)  | Boudewijn de Moedige (1150-1195)) ∞ 1139 Margaretha van de Elzas (1145-1194)  | Boudewijn de Moedige (1150-1195)) ∞ 1139 Margaretha van de Elzas (1145-1194)  | Boudewijn de Moedige (1150-1195)) ∞ 1139 Margaretha van de Elzas (1145-1194)  |
| Ouders                                | Peter II van Courtenay (1167-1219)) ∞ 1193 Yolande van Henegouwen (1175-1219)   | Peter II van Courtenay (1167-1219)) ∞ 1193 Yolande van Henegouwen (1175-1219)   | Peter II van Courtenay (1167-1219)) ∞ 1193 Yolande van Henegouwen (1175-1219) | Peter II van Courtenay (1167-1219)) ∞ 1193 Yolande van Henegouwen (1175-1219) | Peter II van Courtenay (1167-1219)) ∞ 1193 Yolande van Henegouwen (1175-1219) | Peter II van Courtenay (1167-1219)) ∞ 1193 Yolande van Henegouwen (1175-1219) | Peter II van Courtenay (1167-1219)) ∞ 1193 Yolande van Henegouwen (1175-1219) | Peter II van Courtenay (1167-1219)) ∞ 1193 Yolande van Henegouwen (1175-1219) |
| Boudewijn II van Namen (1217-1273)    |                                                                                 |                                                                                 |                                                                               |                                                                               |                                                                               |                                                                               |                                                                               |                                                                               |